# 泽利科·卡拉奇
泽利科·卡拉奇（Željko Kalac，1972年12月16日—），是一名克羅地亞裔澳大利亚足球运动员，司职守门员，效力希臘球會卡瓦拉。
早年曾效力英格蘭球會李斯特城，也曾效力荷蘭球會洛達和意乙球會佩魯賈。自2005年他加盟AC米兰，為球隊後備門將，但表現一直被評為平平。
直到2007-2008賽季，由於原本的主力門將迪達狀態不佳以及受傷，卡勒獲得機會，迅速的用優異的表現征服了AC米蘭的教練組以及球迷，獲得主力位置，他在聯賽中和歐洲冠軍聯賽中表現優異，亦被許多人認為是一位大器晚成的準世界級守門員。
他代表過澳洲國家隊出戰2006年世界杯，為國家隊後備門將。